# 1-я танковая бригада (Войско Польское)
1-я танковая бригада — танковая бригада в составе Войска Польского в 1943—1946 годах.
Полное наименование: «1-я танковая Варшавская Краснознамённая ордена Креста Грюнвальда бригада им. Героев Вестерплатте» (пол. 1 Warszawska Brygada Pancerna im. Bohaterow Westerplatte).

## Формирование
14 мая 1943 года в Селецком учебном лагере в составе 1-й польской пехотной дивизии начал формироваться 1-й танковый полк по штату № 010/414:
- Управление полка
- Штаб полка
- 3 танковые роты средних танков
- танковая рота лёгких танков
- Отдельная мп рота
- Отдельная рота ПТР
- Отдельная автотранспортная рота подвоза ГСМ
- Хозяйственное отделение
- Пункт техничной помощи.

На вооружении полка находились: 32 Т-34, 7 Т-70, 3 БА-64, 54 автомобиля и 597 солдат и офицеров.
19 августа 1943 года на базе 1-го танкового полка была развёрнута 1-я танковая бригада (с 11 ноября 1943 года — им. Героев Вестерплатте) по штату № 010/270 — 010/275 от 14 июля 1942 г. с сохранением полкового танкового полка. В состав бригады также был включён 2-й танковый полк (подполковник Труханов), таким образом в состав бригады входили два полка, 71 Т-34, 14 Т-70, а также более 2 тыс. человек личного состава:
- Управление бригады (штат № 010/270)
- Рота управления (штат № 010/275)
- 1-й танковый полк (штат № 010/414)
- 2-й танковый полк (штат № 010/414)
- Мотострелковый батальон (штат № 010/273)
- Зенитно-пулемётная рота
- Рота технического обеспечения
- 13-й самоходно-артиллерийский полк (до 12 августа 1944)

По приказу командующего № 19 от 7 сентября 1944 года бригада была переформирована по штату 010/500-010/506:
- Управление бригады (штат № 010/500) — 54 чел.
- Рота управления (штат № 010/504) — 164 чел.
- 1-й танковый батальон (штат № 010/501) — 148 чел.
- 2-й танковый батальон (штат № 010/501) — 148 чел.
- 3-й танковый батальон (штат № 010/501) — 148 чел.
- Моторизованный батальон автоматчиков (штат № 010/502) — 507 чел.
- Зенитно-пулемётная рота (штат № 010/503)
- Рота технического обеспечения (штат № 010/505) — 123 чел.
- Медсанвзвод (штат № 010/506) — 14 чел.

На 6 августа 1944 года бригада включала: 2,5 тыс. чел. личного состава, 107 танков и САУ, в том числе: 71 Т-34, 15 Т-70, 21 САУ.

## Боевой путь
Бригада воевала в битве под Ленино (сентябрь 1943 года) и в битве под Студзянки в ходе Люблин-Брестской операции (на Магнушевском плацдарме в августе 1944 года). С середины августа бригада была передана в подчинение 1-й польской армии. Затем бригада принимала участие в Восточно-Померанской операции. В июле и августе 1945 года принимала участие в подавлении польского антикоммунистического подполья.
В январе 1946 бригада была сокращена до полка (1-й Варшавский танковый полк), который с июня дислоцировался в районе Модлина.

## Почётные наименования
- «имени Героев Вестерплатте» (с 11 ноября 1943 года);
- «Варшавская» (Приказ 1-й Армии ВП № 060 от 24 февраля 1945).

## Награды
- Орден «Крест Грюнвальда» III степени (Приказ ВГК ВП от 9 апреля 1945);
- Орден Красного Знамени (Приказ Президиума ВС СССР от 4 мая 1945 «За образцовое выполнение задании командования в боях с немецкими захватчиками при овладении городами Дойч-Кроне, Меркиш-Фридланд и проявленные при этом доблесть и мужество»)[1].

## Командиры

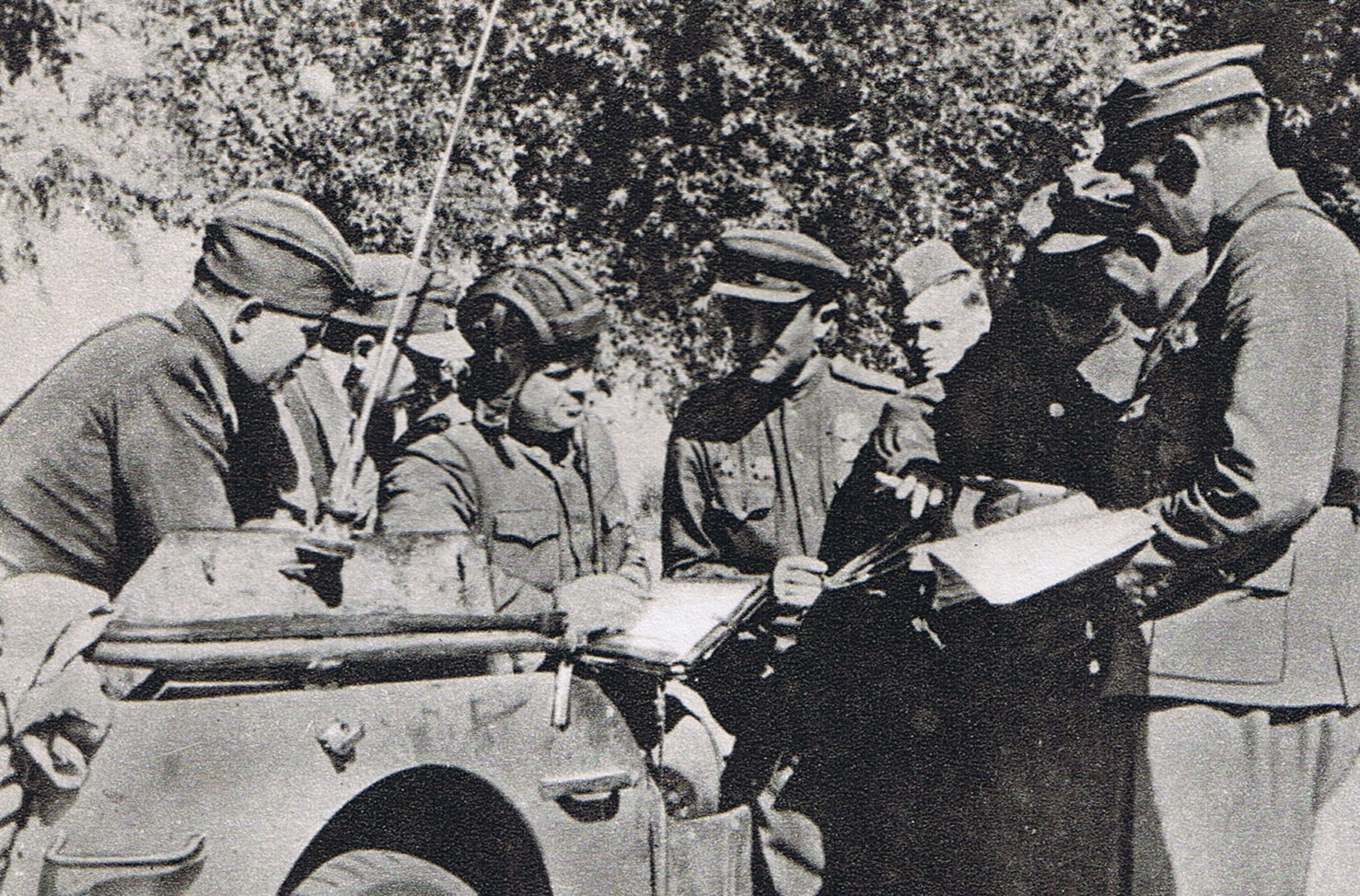
И. И. Межицан с боевыми товарищами на Магнушевском плацдарме

- Межицан Иван Иосифович (пол. Jan Mierzycan), полковник, с 18.03.1944 — генерал-майор (01.09.1943 — 29.08.1944);
- Соболев Михаил, подполковник, и. о. (29.08.1944 — 08.09.1944);
- Малютин Александр Петрович, подполковник (08.09.1944 — 14.09.1944);
- Межицан Иван Иосифович, бригадный генерал (14.09.1944 — 16.10.1944);
- Малютин Александр Петрович, полковник (с 16.10.1944 до конца войны)[1].

## Отличившиеся воины бригады
- Авхачёв, Федос Михайлович (1909—1993) — командир 3-го танкового батальона, Герой Советского Союза (15 мая 1946).

## Память

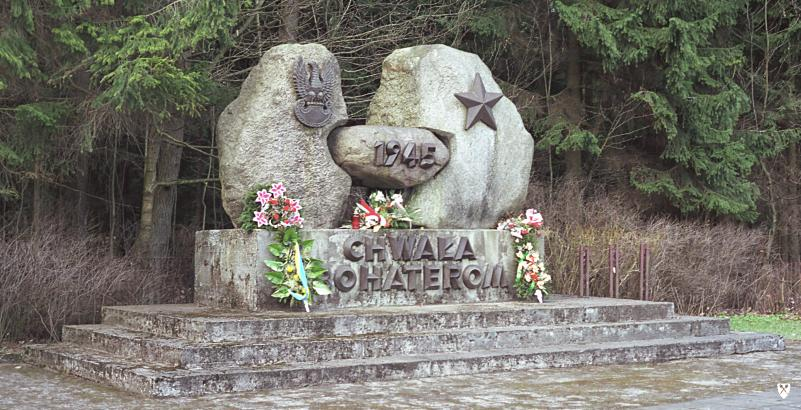
Памятник бойцам 1-й танковой бригады на кладбище в селе Ленжице[пол.]
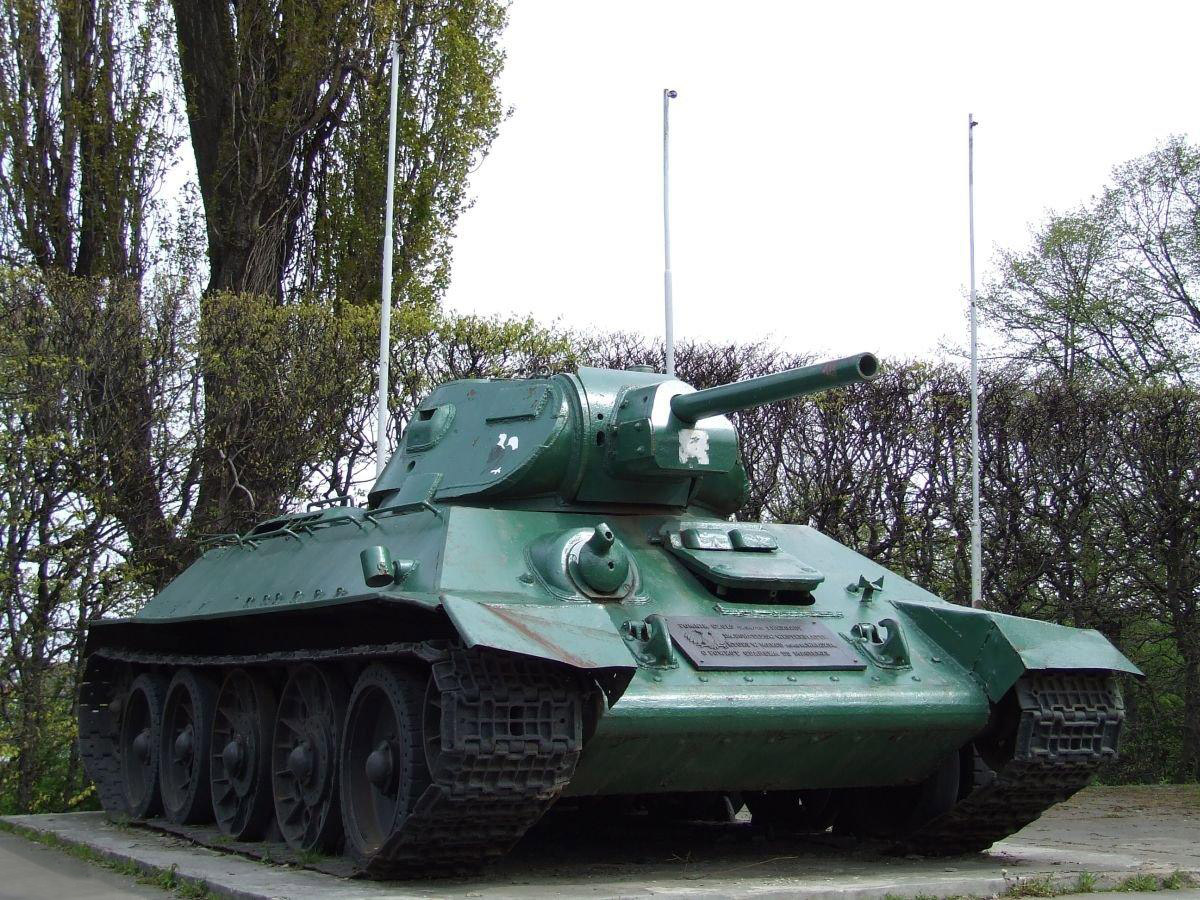
Танк-памятник в Гданьске на аллее Победы

## В искусстве
Польский телесериал «Четыре танкиста и собака» рассказывает о приключениях экипажа танка этой бригады.